# ترزانج
ترزانج (به لاتین: Trzanj) یک منطقهٔ مسکونی در بوسنی و هرزگوین است که در فدراسیون بوسنی و هرزگوین واقع شده‌است.